# Calango (música e dança)
Calango ou lera é uma manifestação cultural popular brasileira que pode ser referir a um gênero musical, uma dança ou ao baile onde tais manifestações acontecem.

## História
Presente em todos os estados do sudeste, com profusão de registros em Minas Gerais e no Rio de Janeiro, não está restrito a nenhum período no calendário, embora possa ser realizado em diversas datas e eventos festivos. O calango consiste em dois ou mais cantadores revezando-se em um desafio musical através de versos rimados (tal como o repente, porém com suas particularidades), acompanhados por instrumentos de percussão e outros harmônicos como sanfona de oito baixos, acordeão e viola caipira. Até meados do século XX era frequente nos ambientes rurais a prática da música e da dança nos bailes de barraca, construções de bambu e palhoça, cobertas com folhas de bananeira ou pindoba, iluminadas por tochas de bambu, erigidas especialmente para o festejo.
O nome Calango também nomeia popularmente algumas espécies de lagartos. Músicos calangueiros (ou calanguistas) atribuem a utilização do homônimo a características de agilidade, velocidade e destreza do animal, as quais seriam também necessárias na prática do gênero musical.

## Calango (gênero musical)

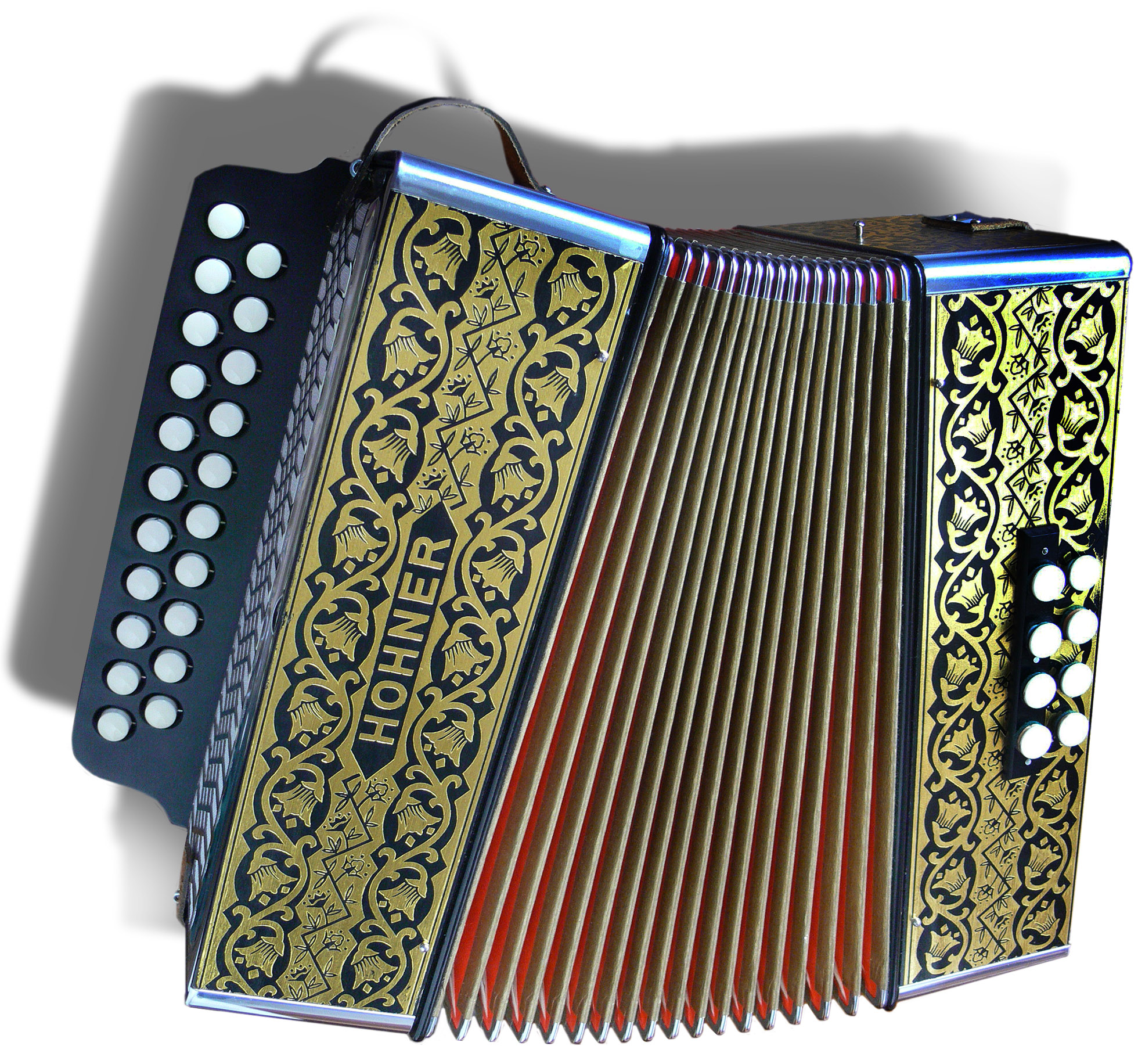
Sanfona de 8 baixos, instrumento típico do calango

O gênero musical do Calango possui diversas variantes. Pode ter refrão ou não, com canto executado por solista, ou alternado entre dois ou mais cantores. O compasso é geralmente binário, utilizando tonalidades maiores. Embora possa ser executado de forma instrumental, a forma mais comum consiste em canto acompanhado por instrumentos variados, destacando-se o pandeiro dentre os de percussão e a sanfona de oito baixos e/ou a viola caipira entre os harmônicos e melódicos. Outros instrumentos relativamente comuns são triângulo, reco-reco, ganzá (chocalho cilíndrico), violão, cavaquinho, acordeão. Os versos, predominantemente heptassílabos (sete sílabas), são costumeiramente estruturados em quadras (conjuntos de quatro versos), sextilhas (seis versos) ou sequências maiores, com rima obrigatória nos versos pares.

### Prática do Desafio
A forma mais frequente de calango é a que se assemelha ao gênero desafio, em que dois ou mais contendores disputam sua destreza na improvisação de versos cantados. Os versos podem ser inéditos ou reconfigurados a partir de estruturas conhecidas, reeditados conforme a necessidade do momento, com a finalidade de manter sentidos e significados elaborados na disputa. Há melodias antigas conhecidas e de uso comum entre os calangueiros, e outras composta por calangueiros em particular.
A performance de calango costuma ser ou em andamento moderado, quando é chamado simplesmente de calango, ou em andamento mais acelerado, mais difícil de rimar e improvisar, com denominações diversas tais como calango mineiro, calango repicado ou calango corrido. As rimas seguem as chamadas linhas. O nome de cada linha indica como deve ser a terminação da rima: na linha da porfia, por exemplo, a rima deve terminar em ia; na linha do barandão em ão, assim por diante. É costume obedecer a linha até que um calangueiro, em versos durante uma disputa, sugira a mudança de linha. Há esquemas pré-determinados, como o calango dos bichos ou da bicharada, em que os versos devem incluir nomes de bichos indicados pela sequência do jogo do bicho (loteria originada no Rio de Janeiro). Outros versos exigem esquemas de respostas obrigatórias. Se um calangueiro canta, por exemplo "quero que você me diga/ quantos peixes tem no mar", uma resposta aceitável é "os peixes que tem no mar/ eu tiro com meu chapéu/ quero que você me diga/ quantas aves tem no céu". Em seguida o primeiro calangueiro responde lançando outra pergunta, e assim a disputa segue.

## Calango (dança)
A dança comumente encontrada consiste em passos simples de pares entrelaçados, conforme descreve Câmara Cascudo, assemelhando-se ao passo básico do forró. Mário de Andrade, porém, define a dança como  "de origem africana, com ‘rodopios, requebros e desengoços’”. Cáscia  Frade menciona a ocorrência de movimentos semelhantes, “rápidos rodopios num só pé e (...) requebros, aguardando a vez de responder à provocação do parceiro".

## Fonogramas de calango
Lista de alguns fonogramas de calango ou que contenham menção ao gênero.
- A Dança do Calango (Erica Rego). Selo Todamérica, 1955. Participação de Luiz Americano no clarinete.
- Adivinhação (José Bettio). Selo Chantecler, 1958
- Calanguiê (Sebastião Rodrigues/ Antônio Euzébio). Álbum Roberto do Acordeon e Seus Cabras da Peste (Copacabana, 1981)
- Calanguinho (Dilermando Reis). Gravação de 1953 com Dilermando e Waldir Azevedo
- Calango Longo (Martinho da Vila). Álbum Batuque na Cozinha (RCA/ Victor, 1972)
- Calango Vascaíno (Martinho da Vila). Álbum Canta, Canta, Minha Gente (RCA/VICTOR, 1974)
- Coité-cuia (Wilson Moreira/ Nei Lopes). Álbum A Arte Negra de Wilson Moreira e Nei Lopes (EMI-Odeon, 1980)
- Linha do Ão (Martinho da Vila). Álbum Meu Laiaraiá (1970)
- Álbum Zé Alves, o Rei do Calango. Inteiramente dedicado ao gênero.

## Material audiovisual sobre calango
- Calangos e Calangueiros. Filme documentário. Flávio Candido: ETNODOC, 2007. Disponível em http://www.etnodoc.org.br
- Jongos, Calangos e Folias. Filme documentário. LABHOI/UFF, 2005.